# 大原かずみ
大原 かずみ（おおはら かずみ、1月19日 - ）は日本の演歌歌手である。熊本県熊本市出身。所属事務所は株式会社シンジョー・プロ。

## 人物
1月19日に熊本県熊本市に産まれる。
1995年11月にセンチュリーレコードより志麻 一美（しま かずみ）名義で『偽り酒』を発売しデビューする。
2010年11月に平川かずみに改名し、日本クラウンより『浪花の女』をリリースする。
2015年4月、徳間ジャパンに移籍すると共に大原かずみに改名し、『明日花』をリリースする。芸名の大原は「大草原を駆け抜けたい覚悟」から。
- 趣味はゴルフ、洋裁、手芸、料理、舞踊、三味線
- 好きな言葉は謙虚、アメリカンドリーム
- 好きな花はバラ、シクラメン、カスミソウ
- 好きな色はピンク[3]

## ディスコグラフィ
志麻一美
- 偽り酒 / 恋情花 （1995年11月17日、センチュリーレコード）
- 恋情花 / 雪が舞う （2000年07月19日、センチュリーレコード）
- 島椿 / 恋情花 （2001年07月18日、ジェイストーンズ）

平川かずみ
- 浪花の女 / 新宿の女 （2010年11月24日、クラウンレコード）

かずみ
- 路地裏なさけ / つっけんドン太節 （2012年6月6日、クラウンレコード）

大原かずみ
- 明日花 / そんなもんです人生は （2015年2月25日、ミノルフォン）
- 夜明けの旅路 / いつも優しく / 防災音頭 （2017年1月18日、ミノルフォン）

## 出演
- 『アキラと一美の歌物語』（2000年4月-、関西テレビ、千葉テレビ） レギュラー出演[1]
- 『歌の広場』（サンテレビ） レギュラー出演[1]
- 『なにわ歌謡倶楽部』（テレビ大阪） レギュラー出演[1]
- 『大原かずみの明日花』（ラジオ関西） メインパーソナリティー